# Wilhelm von Wrisberg
Wilhelm von Wrisberg (* 10. Februar 1828 in Schwaan; † 24. April 1914 in Charlottenburg) war ein preußischer Generalleutnant.

## Leben

### Herkunft
Wilhelm war der Sohn des Landdrost Hermann von Wrisberg (1782–1867) und dessen Ehefrau Luise, geborene Jeenz (1792–1858).

### Militärkarriere
Nach dem Besuch der Realschule in Parchim und des Kadettenhauses in Schwerin wurde Wrisberg am 1. Juli 1847 als Portepeefähnrich im mecklenburg-schwerinschen I. Musketier-Bataillon in Wismar angestellt. Er avancierte Ende April 1848 zum Sekondeleutnant und nahm im Jahr darauf bei der Niederschlagung der Revolution in Baden an den Gefechten bei Ladenburg sowie Großsachsen teil. Von März bis September 1850 war Wrisberg zum Landwehr-Bataillon in Schwerin und von Januar bis August 1851 zur Abnahme von Gewehren nach Suhl kommandiert. Am 1. Januar 1854 erfolgte seine Versetzung in das Grenadier-Garde-Bataillon und zwei Jahre später stieg er zum Premierleutnant auf. Mitte April zum Stab der mecklenburgischen Division kommandiert, wurde er unter Versetzung zum Adjutanten dieser Division ernannt. Im Sommer 1860 nahm Wrisberg an der Würzburger Militärkonverenz teil und war im September 1860 während der preußischen Manöver zum Stab der 6. Division kommandiert. Nachdem er seine Beförderung zum Hauptmann erhalten hatte, war er von Oktober bis Dezember 1862 zur Gewehrfabrik in Spandau und im September des Folgejahres als Adjutant zur Bundesinspektion in Württemberg kommandiert. Ab Ende März 1866 versah Wrisberg wieder Truppendienst als Kompanieführer im 1. Infanterie-Regiment. Während des folgenden Deutschen Krieges war er Adjutant beim II. Reserve-Armee-Korps und nahm in dieser Eigenschaft am Mainfeldzug teil. Nach dem Friedensschluss kommandierte man ihn Mitte Oktober 1867 zum Militärdepartement in Schwerin. Daran schloss sich Ende Januar 1868 seine Kommandierung zum Generalkommando des IX. Armee-Korps in Schleswig an.
Unter Beförderung zum Major wurde Wrisberg am 10. Oktober 1868 in den Verband der Preußischen Armee übernommen, zum Großen Generalstab kommandiert und dem Generalkommando des IX. Armee-Korps zugeteilt. Am 6. April 1869 erfolgte seine Versetzung in den Generalstab des IX. Armee-Korps unter General Gustav von Manstein. In dieser Stellung nahm er 1870/71 während des Krieges gegen Frankreich an den Schlachten bei Colombey, Vionville, Gravelotte, Noisseville, Orléans, Beaugency und Le Mans sowie der Belagerung von Metz teil. Für sein Wirken erhielt er beide Klassen des Eisernen Kreuzes und des Mecklenburgischen Militärverdienstkreuzes.
Am 13. April 1872 wurde Wrisberg als Kommandeur des Füsilier-Bataillons im 3. Thüringischen Infanterie-Regiment Nr. 71 nach Erfurt versetzt. Er avancierte bis März 1876 zum Oberst, wurde durch seinen Regimentschef Fürst Günther mit dem Ehrenkreuz von Schwarzburg I. Klasse ausgezeichnet und am 18. Mai 1876 zum Kommandeur des 5. Pommerschen Infanterie-Regiments Nr. 42 ernannt. Unter Stellung à la suite seines Regiments beauftragte man ihn am 30. August 1882 zunächst mit der Führung der 29. Infanterie-Brigade in Köln und ernannte ihn am 2. September 1882 zum Kommandeur dieses Großverbandes. Wrisberg wurde Mitte September 1882 Generalmajor und zwei Jahre später mit dem Roten Adlerorden II. Klasse mit Eichenlaub ausgezeichnet. Sein Kommandierender General Walter von Loë empfahl Wrisberg zur Verwendung als Kommandant einer Festung. Da keine entsprechende Stelle verfügbar war, reichte er seinen Abschied ein und wurde am 8. März 1887 unter Verleihung des Charakters als Generalleutnant mit Pension zur Disposition gestellt.
Nach seiner Verabschiedung würdigte ihn Kaiser Wilhelm II. am 18. Januar 1896 durch die Verleihung des Sterns zum Kronen-Orden II. Klasse.

### Familie
Wrisberg hatte sich am 30. Oktober 1857 in Schwerin mit Dorothea von Zülow (1839–1878), Tochter des Generals der Infanterie Hermann von Zülow verheiratet.  Aus der Ehe gingen folgende Kinder hervor:
- Ulrich (1859–1869)
- Marie Luise (1861–1898)
- Ernst (1862–1927), preußischer Generalmajor